# Oberkampf (stanice metra v Paříži)

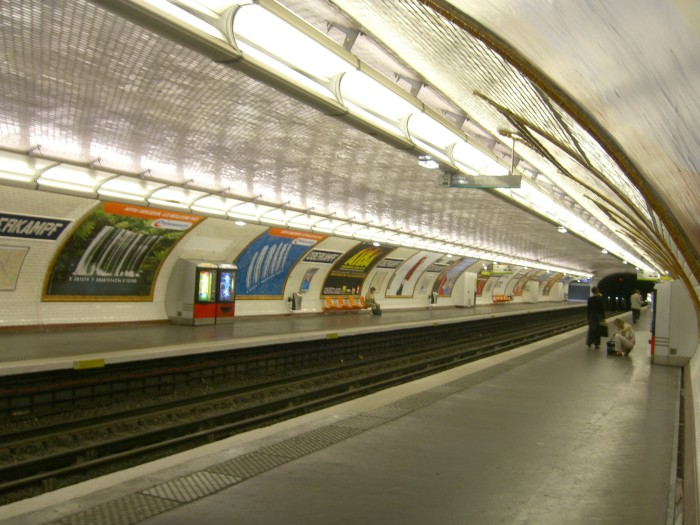
Nástupiště na stanici

Oberkampf je přestupní stanice pařížského metra mezi linkami 5 a 9 v 11. obvodu v Paříži. Nachází se na křižovatce ulic Boulevard Voltaire, pod kterým vedou obě linky, a Rue de Crussol.

## Historie
Stanice byla otevřena 15. ledna 1907 po zprovoznění úseku linky 5 Quai de la Rapée ↔ Jacques Bonsergent, ke kterému došlo 17. prosince 1906.
10. prosince 1933 bylo otevřeno nástupiště pro linku 9 při prodloužení linky do stanice Porte de Montreuil.

## Název
Jméno stanice je odvozeno od názvu ulice Rue Oberkampf. Christophe-Philippe Oberkampf (1738–1815) pocházel z Německa z rodiny barvířů a v roce 1759 založil první manufakturu na textilní látky s potiskem. Tato manufaktura byla umístěna ve městě Jouy-en-Josas v departementu Yvelines.

## Vstupy
Stanice má východy na:
- Rue de Crussol u domu č. 20
- Boulevard Voltaire u domů č. 18, 19 a 43